# Hannu Aravirta
Hannu Aravirta, född 26 mars 1953 i Nyslott är en finländsk före detta ishockeyspelare, numera tränare. 

## Spelarkarriär
Aravirta A-lagsdebuterade säsongen 1973-1974 med TuTo i finska högstaligan FM-ligan. Säsongen efter representerade han SaPKo från sin hemstad innan han värvades till Kärpät, då i finska andraligan. Under hans andra säsong i laget avancerade Kärpät till FM-ligan. Aravirta gjorde ett år till med laget innan han lockades över till Sverige och spel med Södertälje SK i dåvarande Division I 1978-1980. Han avslutade sin svenska spelarkarriär med en säsong med Kiruna AIF. Därefter återvände Aravirta till Finland och avrundade spelarkarriären med ytterligare två säsonger med Kärpät fram till att han slutade 1983.

## Tränarkarriär
Hannu Aravirtas första tränaruppdrag som huvudansvarig i FM-ligan kom 1988-1989 som tränare för JYP, ett uppdrag han behöll i fem säsonger fram till 1993. Han förde JYP till två silvermedaljer och ett brons och belönades med Kalevi Numminen-priset som Årets tränare en säsong. Från och med 1992 kombinerade Aravirta klubblagsarbetet med uppgiften som assisterande tränare i Finlands herrlandslag i ishockey där han arbetade under Curre Lindström. I landslaget var Aravirta bland annat med VM-turneringen 1995 när Finland vann sitt första guld någonsin i ishockey-VM. 
1993 tog Aravirta över Jokerit som han ansvarade för i tre mycket framgångsrika säsonger. Första och tredje året vann Jokerit guld, däremellan silver. 1996 övergick Aravirta till arbete med landslaget på heltid och tog 1997 över huvudansvaret för landslaget. Aravirta stannade som förbundskapten fram till 2003 och ledde laget till fem medaljer i olika VM- och OS-turneringar, dock inga fler guld. 
Säsongen 2003/2004 återgick Aravirta till rollen som klubbtränare och tog över Jokerits lokalkonkurrenter IFK Helsingfors. Första året ledde Aravirta laget till en bronsmedalj men säsongen efter fick han sparken efter ett svagt slutspel. En bit in på nästa säsong tog han istället över ansvaret för Lahti Pelicans och ersatte  Jami Kauppi som i sin tur fått sparken. 
Efter en tid utan lag tog Aravirta över Modo Hockey i januari 2010 efter att 
Miloslav Hořava fått lämna laget. Efter att ha misslyckats med att ta Modo till slutspel valde han att lämna laget. I november 2010 skrev han istället på för Kärpät.

## Meriter
- Som klubbtränare: 2 finska mästerskap, 3 silver och 2 brons
- Som assisterande förbundskapten för Finland: 1 guld (1995), 1 silver (1994) och 1 olympiskt brons (1994).[1]
- Som förbundskapten: 3 silver (1998, 1999 & 2001), 1 brons (2000) och 1 olympiskt brons (1998)[1]